# 캔디구

캔디 구

캔디구(싱할라어: මහනුවර දිස්ත්‍රික්කය, 타밀어: கண்டி மாவட்டம்)는 스리랑카를 구성하는 25개 구 가운데 하나로 행정 중심지는 캔디이며 면적은 1,940km2, 인구는 1,369,899명(2012년 기준)이다. 행정 구역상으로는 중부 주에 속한다.